# Aglyptodactylus madagascariensis
Aglyptodactylus madagascariensis é uma espécie de anfíbio da família Mantellidae.
É endémica de Madagáscar.
Os seus habitats naturais são: florestas subtropicais ou tropicais húmidas de baixa altitude, regiões subtropicais ou tropicais húmidas de alta altitude, marismas de água doce, marismas intermitentes de água doce, plantações  e florestas secundárias altamente degradadas.
Está ameaçada por perda de habitat.